# József Pokorny
József Pokorny, indicato anche come József Pogany (Budapest, 17 luglio 1882 – Budapest, 17 marzo 1955), è stato un calciatore ungherese, di ruolo attaccante.

## Carriera
Fu capocannoniere del campionato ungherese nel 1904. Con il Ferencváros vinse per 2 volte tale competizione, nel 1903 e nel 1905.

## Statistiche

### Cronologia presenze e reti in Nazionale
| Cronologia completa delle presenze e delle reti in nazionale ― Ungheria | Cronologia completa delle presenze e delle reti in nazionale ― Ungheria | Cronologia completa delle presenze e delle reti in nazionale ― Ungheria | Cronologia completa delle presenze e delle reti in nazionale ― Ungheria | Cronologia completa delle presenze e delle reti in nazionale ― Ungheria | Cronologia completa delle presenze e delle reti in nazionale ― Ungheria | Cronologia completa delle presenze e delle reti in nazionale ― Ungheria | Cronologia completa delle presenze e delle reti in nazionale ― Ungheria |
| Data                                                                    | Città                                                                   | In casa                                                                 | Risultato                                                               | Ospiti                                                                  | Competizione                                                            | Reti                                                                    | Note                                                                    |
| ----------------------------------------------------------------------- | ----------------------------------------------------------------------- | ----------------------------------------------------------------------- | ----------------------------------------------------------------------- | ----------------------------------------------------------------------- | ----------------------------------------------------------------------- | ----------------------------------------------------------------------- | ----------------------------------------------------------------------- |
| 12/10/1902                                                              | Vienna                                                                  | Austria                                                                 | 5 – 0                                                                   | Ungheria                                                                | Amichevole                                                              | -                                                                       |                                                                         |
| 11/06/1903                                                              | Budapest                                                                | Ungheria                                                                | 3 – 2                                                                   | Austria                                                                 | Amichevole                                                              | 2                                                                       |                                                                         |
| 02/06/1904                                                              | Budapest                                                                | Ungheria                                                                | 3 – 0                                                                   | Austria                                                                 | Amichevole                                                              | 1                                                                       |                                                                         |
| 09/10/1904                                                              | Vienna                                                                  | Austria                                                                 | 5 – 4                                                                   | Ungheria                                                                | Amichevole                                                              | 2                                                                       |                                                                         |
| 09/04/1905                                                              | Budapest                                                                | Ungheria                                                                | 0 – 0                                                                   | Austria                                                                 | Amichevole                                                              | -                                                                       |                                                                         |
| Totale                                                                  |                                                                         | Presenze                                                                | 5                                                                       |                                                                         | Reti                                                                    | 5                                                                       |                                                                         |

## Palmarès

### Club
- Campionato ungherese: 2

Ferencváros: 1903, 1905

### Individuale
- Capocannoniere del campionato ungherese: 1

1904